# Albert Zankl
Albert Zankl (* 8. April 1954 in Passau) ist ein deutscher Unternehmer und Kommunalpolitiker (CSU). Von 2002 bis Ende April 2008 war er Oberbürgermeister der kreisfreien Stadt Passau.

## Privater Werdegang
Zankl besuchte die Volksschule St. Anton und im Anschluss daran das Adalbert-Stifter-Gymnasium. An der staatlichen Fachoberschule erwarb er die Hochschulreife und studierte danach an der Fachhochschule Landshut. Diese schloss er als Diplom-Betriebswirt (FH) ab.
1977 trat er in den elterlichen Malerbetrieb ein, den er 1987 als Geschäftsführer übernahm.

## Politischer Werdegang
1993 trat Albert Zankl in die CSU ein und wurde 1996 in den Stadtrat in Passau gewählt. Bei der Kommunalwahl am 3./17. März 2002 setzte er sich in einer Stichwahl mit 53,3 % der Stimmen gegen den Amtsinhaber Willi Schmöller durch und wurde Oberbürgermeister von Passau. In seiner Amtszeit setzte er den von seinem Vorgänger begonnenen Stadtumbau in der Neuen Mitte fort.
Bei der folgenden Kommunalwahl am 2. und 16. März 2008 unterlag Zankl am 16. März 2008 dem SPD-Kandidaten Jürgen Dupper in der Stichwahl mit 38,59 % zu 61,41 %, nachdem er auch zwei Wochen zuvor im ersten Wahlgang mit bereits 37,67 % zu 46,75 % das Nachsehen hatte. Zu seinen Ungunsten hatte sich nicht zuletzt auch die Tatsache ausgewirkt, dass der ödp-Kandidat Urban Mangold, der im ersten Wahlgang auf 12,65 % gekommen war, für den zweiten Urnengang eine Wahlempfehlung für Dupper ausgesprochen hatte. Zankl nahm das Stadtratsmandat, das er nach Dupper mit den meisten Wählerstimmen erreicht hatte, an. Im November 2010 legte er alle Ämter nieder, um sich auf sein Unternehmen konzentrieren zu können.

## Ehrungen
2011 erhielt Zankl den Ehrenring der Stadt Passau.